# TV 니시닛폰
TV 니시닛폰(일본어: テレビ西日本)은 1958년 8월 28일 후쿠오카현의 2번째 민영 텔레비전 방송국으로 개국했다.
약칭은 TNC, 콜사인은 JOJY-DTV이다.
오카야마-가가와 방송구역의 니혼TV의 지역 민방 네트워크 가맹국인 니시닛폰 방송과 이름이 비슷하지만 관계는 없다.

## 개요
TV 니시닛폰(이하 TNC)는 원래, 아사히 신문과 니혼TV(NTV) 등 두 개의 지분을 출자하여, 설립한 방송국이었는데 다수의 텔레비전 면허 신청자를 줄이기 위해서 이런 형태로 만들어졌다.
개국 당시에는 면허를 기타큐슈 지방으로 한정하면서 아사히 신문의 자본이 참가한 다른 방송국 규슈 아사히 방송(이하 KBC)과 후에 합병하는 것을 조건으로 면허가 교부되었으며 당시 네트워크는 자본관계상 니혼TV와 관계를 맺었다.
그렇지만, 같은 니혼TV 계열 방송국인 야마구치 방송(KRY) 또한 기타큐슈 지방 진출 기회를 엿보고 있었으며 이러한 상황속에 아사히 신문사가 TNC자본에서 손을 때면서 KBC와의 인수 합병이 철수되자 KBC와 합의해 서로의 방송구역에 진출하는 일에 성공했고 이렇게 해서 두 방송국이 현 전체에서 시청 가능해지자 결국 KRY는 NTV의 후원을 얻어 간몬 텔레비전 방송국을 개국했다.또, NTV의 주주인 요미우리 신문도 기타큐슈에서 신문 발행을 단행하면서, TNC의 주주인 니시니혼 신문의 신경을 날카롭게 만들었다.
그런 상황에 TNC와 KBC의 방송구역확대에 RKB 마이니치 방송측에서 불만을 제기하면서 이윽고 rkb쪽 주주를 중심으로 UHF방송국 설립을 결정하고 이에 요미우리·니혼TV 연합이 자본 참가를 하려했다.
TNC와 니시니혼 신문은 이 움직임을 간과 할 수 없었고, 이대로 NTV를 중심국으로 삼느니 다른 방송국과 네트워크를 맺기로 결정했고 그럴 경우 니시니혼 신문과 협력 관계에 있는 산케이신문과 자본관계가 있는 그룹으로 하는 후지 TV와 네트워크를 맺는게 유리하다 생각해 1964년 일부 스폰서의 반대를 무릅쓰고 네트워크를 교체했다.

## 연혁
- 1958년 8월 28일 야하타시(현 기타큐슈시)에서 니혼TV 계열국으로 개국(JOHX-TV, 10ch, 영상 출력 1kW).
- 1960년 3월 31일 본사 방송 회관 개관.
- 1962년 2월 14일 후쿠오카 방송국 설치(JOJY-TV, 9ch, 영상 출력 1kW).
NHK 구마모토 종합 텔레비전과 채널이 중복 된다는 이유로 규슈 아사히 방송 기타큐슈 텔레비전 방송국처럼 출력이 큰폭으로 억제되었다.
- 1964년 10월 1일 후지 TV 계열국으로 넷체인지.
- 1966년 7월 20일 컬러 텔레비전 방송 개시.
- 1966년 7월 31일 후쿠오카 방송국 송신소 바로 밑에 후쿠오카 방송 회관 완성.
- 1970년 10월 20일 후쿠오카 방송국의 영상 출력을 5kW로 증력.
- 1974년 12월 1일 당시 우정성의 방침에 의해, 본사를 후쿠오카 방송 회관으로 이전해 후쿠오카 방송국이 중심방송국이 되었다.
이에 따라 중심방송국의 콜사인이 JOHX-TV에서 JOJY-TV로 변경되지만 HX는 기타큐슈국(아날로그 방송)의 콜사인으로 아날로그 방송 종료 직전까지 계속 사용되었다.
- 1978년 12월 20일 NHK 구마모토 방송국에 관한 기술적 문제가 해결이 가능해져 후쿠오카국의 영상 출력을 10kW로 증력.
- 1980년 12월 15일 텔레비전 음성다중방송 개시.
- 1981년 4월 1일 현재의 CI 변경.
- 1993년 6월 14일 후쿠오카 타워로 송신소를 이전.
- 1999년 한국의 동남권(부산/경남권역) 지역 민방인 KNN 부산경남방송과 제휴 협정 체결.(당시 KNN 부산경남방송은 PSB부산방송 이었다.)
- 2003년 8월 13일 후지TV의 버라이어티 프로그램에서 후쿠오카 다이에호크스(현·후쿠오카 소프트뱅크 호크스)의 감독·오 사다하루를 모욕한 장면이 방송되어, 그 해 우승한 호크스의 일본 시리즈 방송권을 얻지못했다.
- 2006년 6월 1일 후쿠오카 지역에서 지상 디지털 방송(원세그방송 포함한다)시험 방송 개시.
- 2006년 7월 1일 후쿠오카 지구에서 지상 디지털 방송 개시.
- 2006년 10월 2일 24시간 방송 개시(일요일 새벽부터 월요일 아침까지는 제외).
- 2011년 7월 24일 지상파 디지털 텔레비전으로 전환. 이와 동시에 지상파 아날로그 텔레비전 본방송 종료.

## 네트워크의 변천
- 1958년 8월 28일 후쿠오카현 야와타시(현：기타큐슈시 야하타 히가시·니시구)(간몬지구)에서 방송 개시.
- 1962년 2월 14일 후쿠오카시에서 방송 개시.
- 1964년 9월 1일 모회사 니시니혼 신문이 니혼TV의 모회사 요미우리 신문이 서부 본사를 설립·발간한 보복 조치로서 니혼TV에 네트워크 해소를 통고하고 후지 TV와 네트워크 관계를 맺으면서 후지 TV 완전가맹국이 된다.
- 1966년 10월 1일 뉴스 네트워크 FNN에 가맹.
- 1967년 니혼TV에 대한 보복조치가 완화되어 일부 니혼TV계열 프로그램이 방송되기 시작한다.
- 1969년 4월 1일 후쿠오카 방송 개국으로 니혼TV계열 프로그램이 완전히 중단된다.
- 1969년 10월 1일 FNS에 가맹.
- 1991년 4월 1일 : TVQ규슈방송이 개국하면서 TV도쿄 계열 프로그램 방송을 중단한다.

## 보충서술
- 후쿠오카의 지역 민방 중 유일무이하게 사명에 TV라는 말이 들어가 있다.
- 개국 당시 송신소가 산꼭대기에 설치되었고 본사 방송 회관 완성전까지 방송 기기나 아나운서 부스는 송신소에만 설치되어 있었기 때문에 아나운서, 디렉터등 사원들이 3~4명씩 1조가 되어 교대로 산기슭에서 산정상까지 차로 오르내려가며 방송을 했으며 이로 인해 사원의 통근이나 취재 뉴스 필름의 운반에는 57년 운행을 시작한 케이블카까지 사용되었고 거기에 본사 방송 회관 완성 전까지 사용한 임시사옥은 목조건물이었다.
- 야마구치현에는 FNN 계열국이 없기 때문에 야마구치현 취재는 기본적으로 TV 니시닛폰이 취재를 담당하고 있다.(덧붙여 야마구치현 동부는 TV 신히로시마가 담당하기도 한다.)
- 같은 후지TV 계열국인 사가 TV를 볼 수 있는 사가현에서도 사가시, 도스시를 중심으로 시청자가 많다.
- 후쿠오카 타워로 주 송신소가 이전하기 전에, 후쿠오카시에 사옥을 두면서 VHF로 송신을 실시하고 있던 텔레비전 방송국은 각자 자사 방송송신 전용 철탑을 방송국사 옆에 세웠는데 당시 다른 VHF방송국들이 주오구에서 송신을 했던것과 달리, TV 니시닛폰은 그보다 먼 미나미구의 구릉지에서 송신을 했기 때문에 미나미구를 중심으로, 다른방송국용 수신안테나와는 별도로 TV 니시닛폰 수신전용 VHF 안테나를 필요로 하는 지역이 생겼다.[2] 현재도 그 시대의 흔적으로 미나미구를 중심으로 후쿠오카 시내의 고층 맨션·아파트에 VHF 안테나가 2개씩 붙어 있는 곳이 매우 많으며 그중에는 아직도 2개의 VHF 안테나를 후쿠오카 타워 앞쪽으로 설치한 곳도 있다.

## 해외 제휴사
- 대한민국 KNN (SBS계열)
- 중국 다롄 텔레비전 (大連電視台)
- 미국 KGMB-TV (하와이주 CBS계열)
- 프랑스 프랑스 3 아키텐 (아키텐 프랑스 3 계열)

## 후쿠오카현에 있는 다른 방송국

### 텔레비전 방송국
- NHK 후쿠오카 방송국(후쿠오카·지쿠고 지역 관할)
- NHK 기타큐슈 방송국(기타큐슈·지쿠호 지역 관할)
- 규슈 아사히 방송(KBC)(라디오 방송국 겸영, TV는 TV 아사히 계열국, 라디오는 NRN계열국)
- RKB 마이니치 방송(RKB)(라디오 방송국 겸영, TV는 도쿄 방송 계열국, 라디오는 JRN계열국)
- 후쿠오카 방송(FBS)(니혼 TV 계열)
- TVQ규슈방송(TVQ)(TV 도쿄 계열)

### 라디오 방송국
- CROSS FM(재팬 FM 리그계열, 기타큐슈 시내에 본사있음)
- FM후쿠오카(JFN 계열)
- 규슈국제FM(메가네트 계열)

## 이 회사 출신 인물
- 다카하시 코헤이

## 현직 방송인
- 다쿠보 다카히데
- 가와자키 사토시
- 오오타니 마사히로
- 사카나시 히로토시
- 츠노세 카에
- 데구치 마야
- 아라카키 모토코
- 시이 치카코